# Eupithecia astricta
Eupithecia astricta es una especie de polilla de la familia Geometridae. La especie fue descrita por primera vez por Hiroshi Inoue habiendo sido descrita en 1988, con distribución en República de China. El sintipo de la especie fue descrita en los alrededores de Hualien Hsien, Tayuling, a una altitud de 2600 metros (8530,2 pies).